# Parc Franzén
Le parc Franzén (finnois : Franzénin puisto) est un espace vert du quartier Pokkinen à Oulu en Finlande .

## Présentation
Le parc porte le nom de Frans Mikael Franzén. 
Il est limité par Torikatu, Kajaaninkatu, Kirkkokatu et Linnankatu. 
À l'emplacement du parc Franzén il y avait la place de l'église, qui a été convertie en parc à la fin du XIXe siècle.
Le parc est entouré de plusieurs bâtiments importants, tels que la cathédrale d'Oulu, la maison du gouvernement régional, le lycée d'Oulu, la Maison Franzén et la succursale d'Oulu de la Banque de Finlande.
Le parc abrite le buste de Frans Mikael Franzén qui a été dévoilé en 1881 et est la plus ancienne statue d'Oulu.
La direction des musées de Finlande a classé le parc Franzén et l'ancien centre-ville d'Oulu parmi les sites culturels construits d'intérêt national en Finlande.

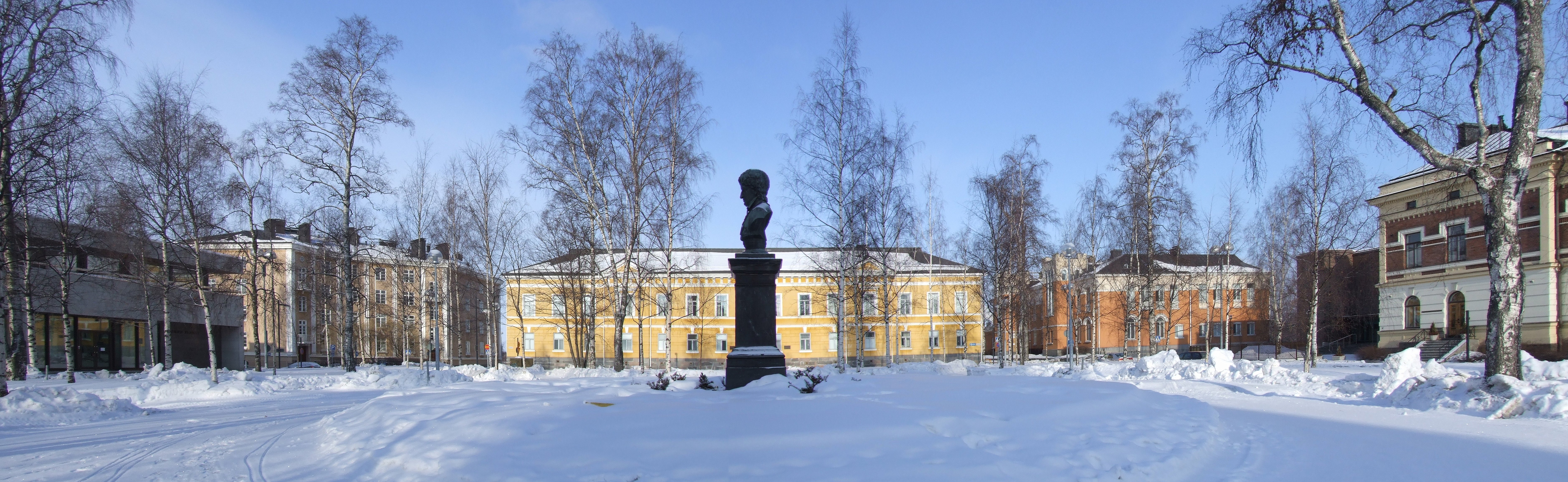
Le parc Franzén.

## Vues du parc

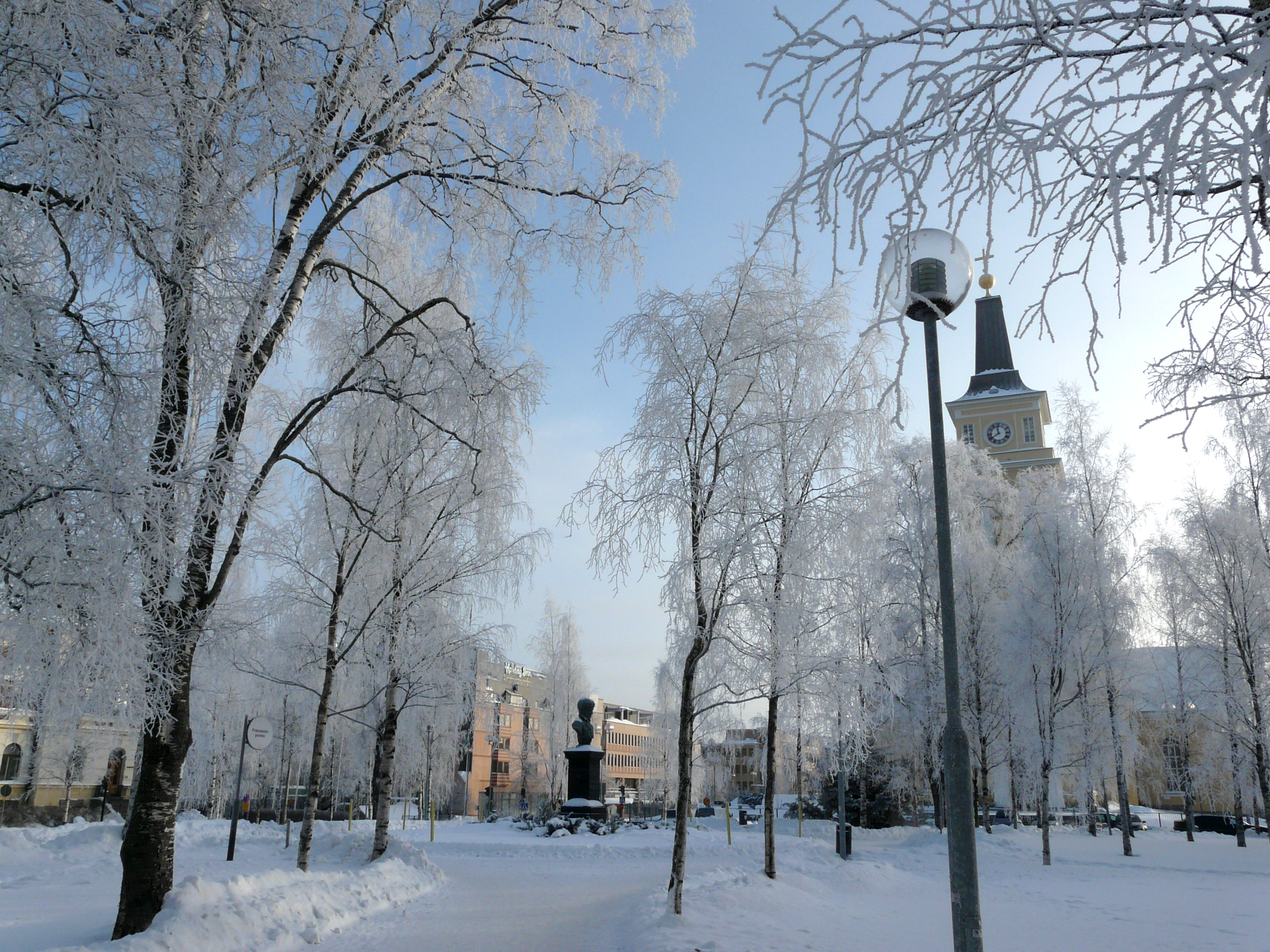
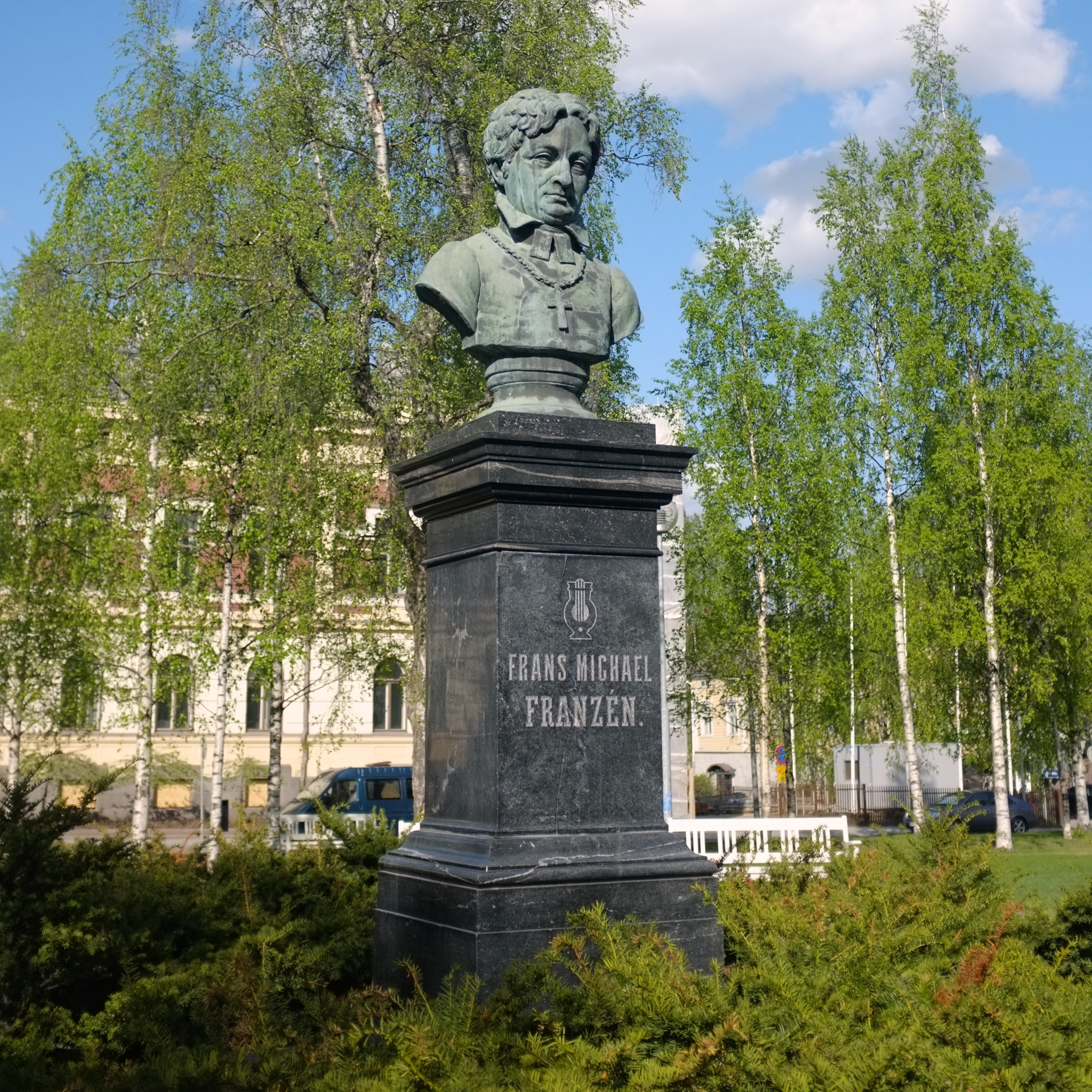
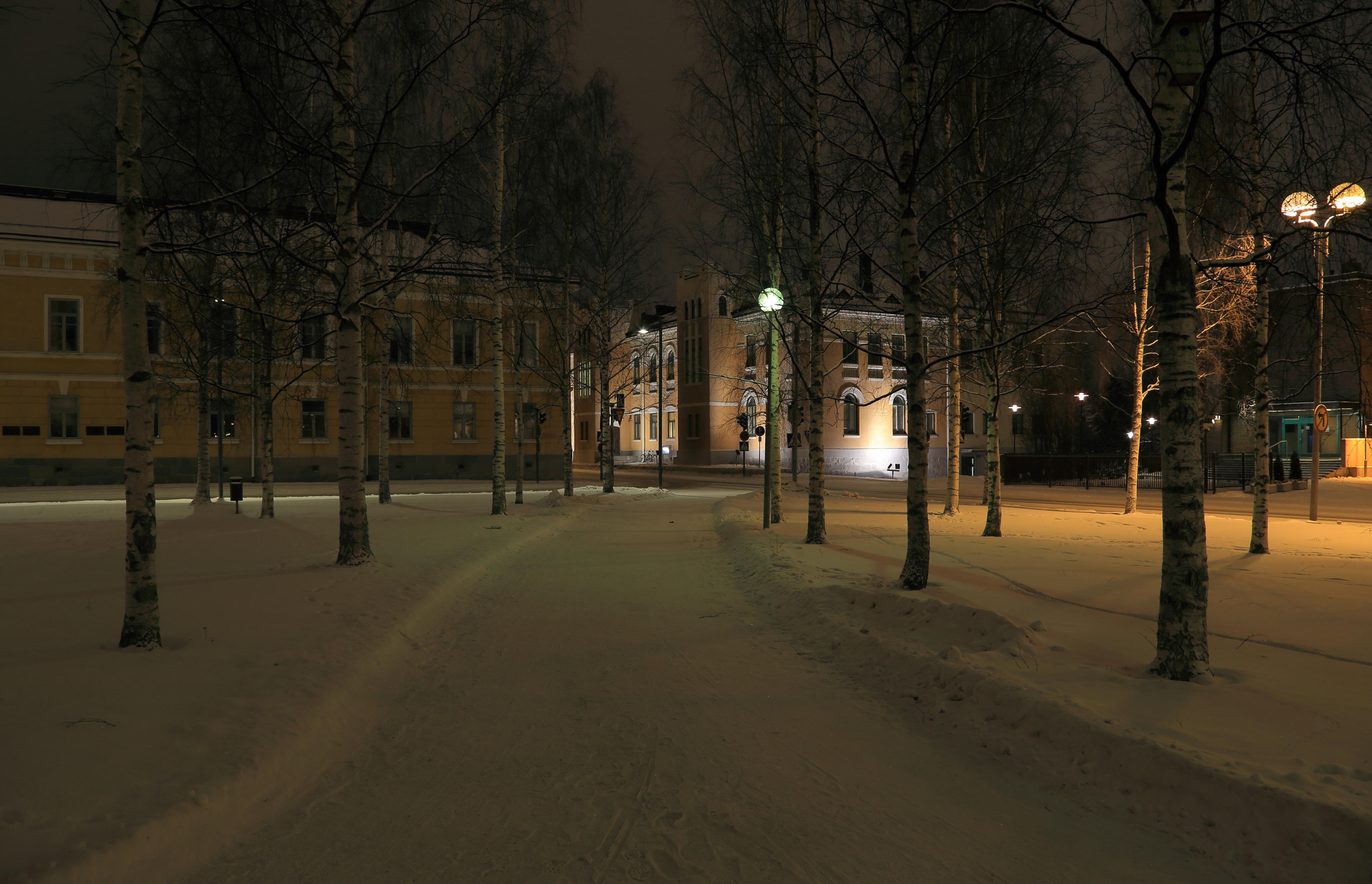
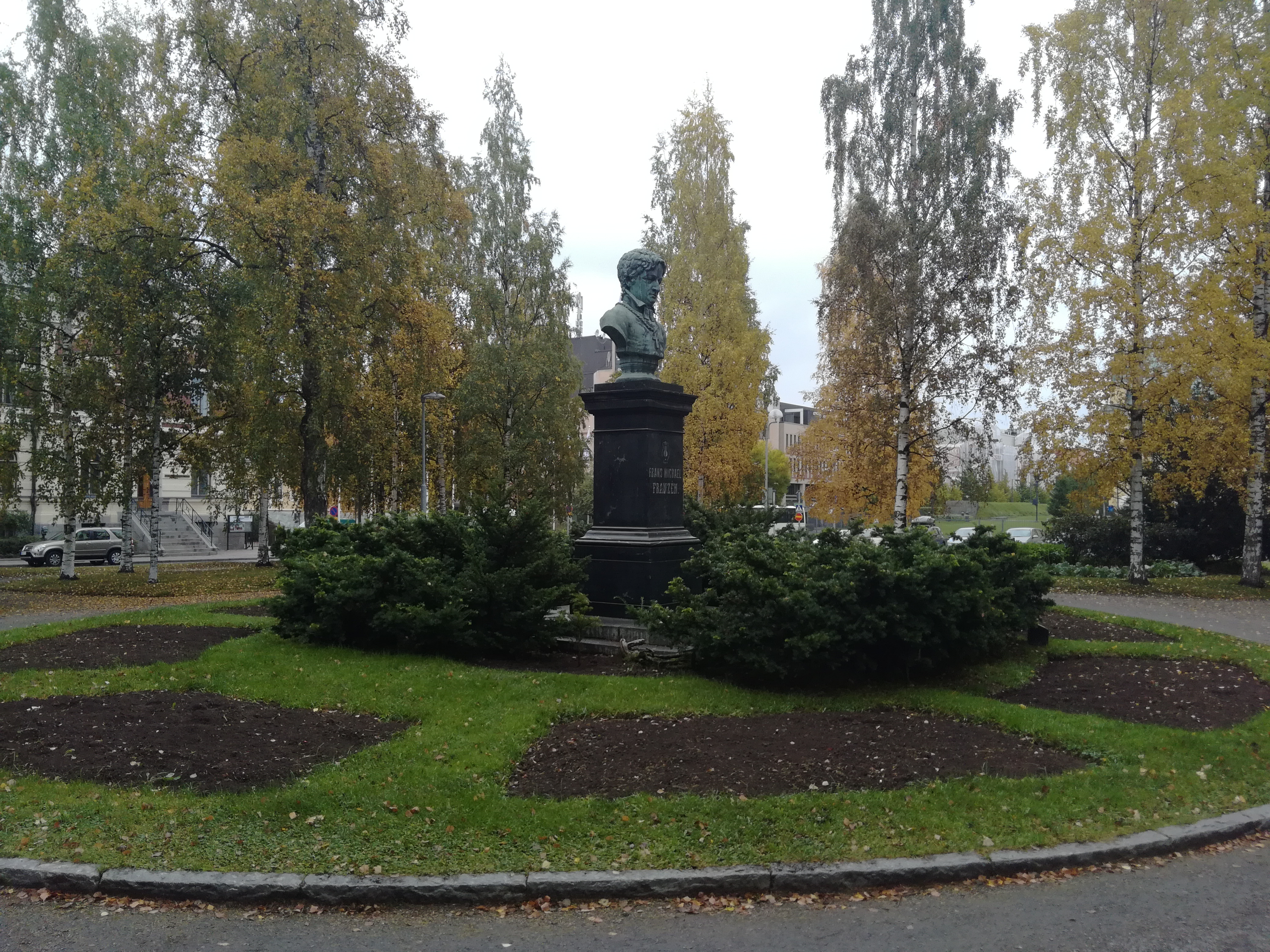
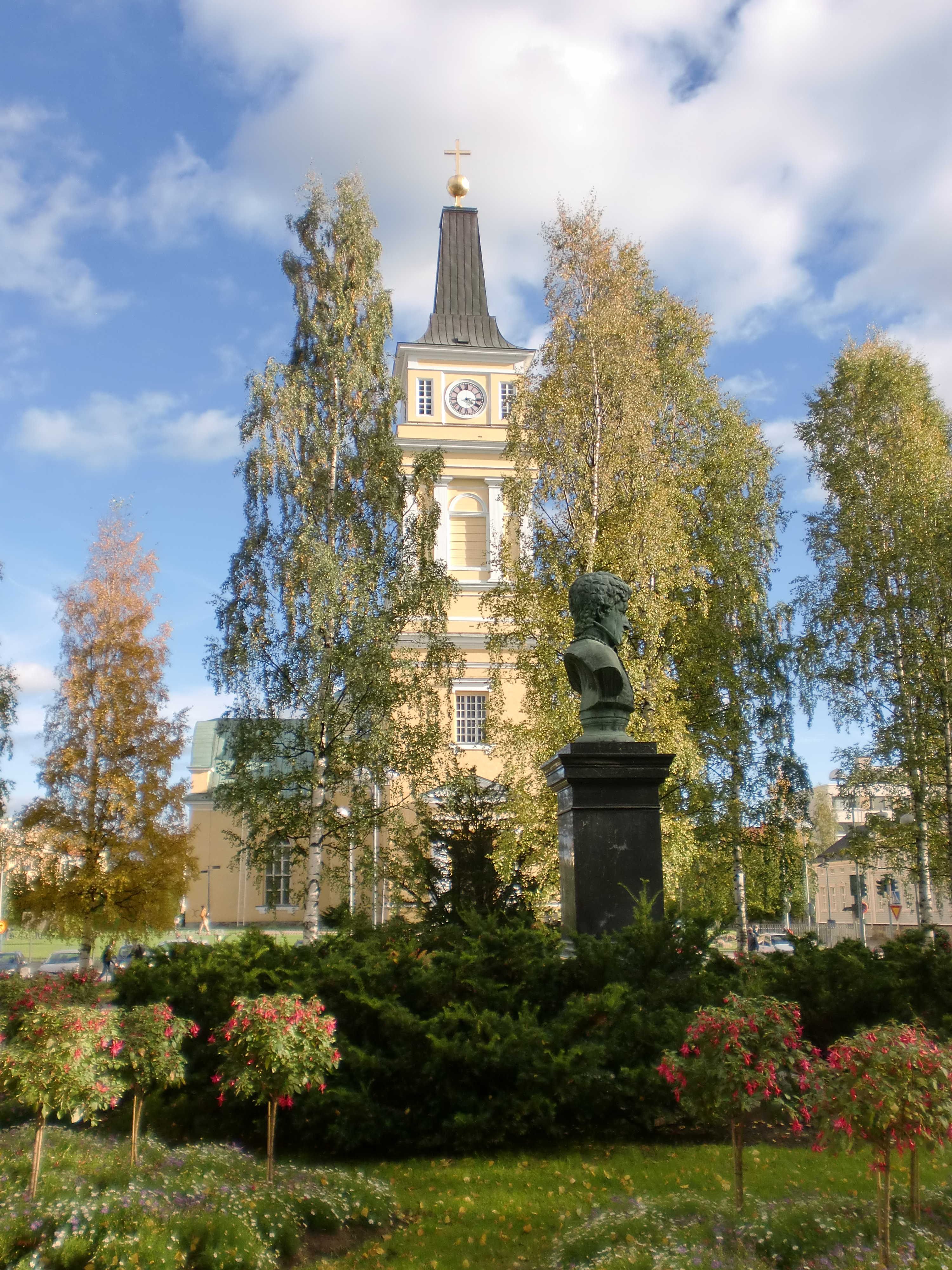